# E/R
Para outros significados, visite ER
E/R é  um sitcom americano que foi ao ar em 1984 e 1985. A série foi produzida pela Embassy Television e durou apenas uma temporada. A série foi baseada numa famosa peça de teatro de mesmo nome.